# Серавецца
Серавецца (італ. Seravezza) — муніципалітет в Італії, у регіоні Тоскана, провінція Лукка.
Серавецца розташована на відстані близько 300 км на північний захід від Рима, 85 км на захід від Флоренції, 29 км на північний захід від Лукки.
Населення — 13 197 осіб (2014).
Щорічний фестиваль відбувається 10 серпня (Seravezza); 19 березня (Querceta). Покровитель — святий мученик Лаврентій.

## Демографія
Населення за роками:

Станом на 1 січня 2023 року в муніципалітеті офіційно проживало 616 іноземців з 51 країни, серед них 290 громадян країн Євросоюзу та 15 громадян України.

## Персоналії
- Ренато Сальваторі (1933—1988) — італійський актор.

## Сусідні муніципалітети
- Форте-дей-Мармі
- Масса
- Монтіньозо
- П'єтразанта
- Стаццема